# Gelbbauchamazone
Die Gelbbauch- oder Goldbauchamazone (Alipiopsitta xanthops, Syn.: Amazona xanthops, Salvatoria xanthops) ist ein Vogel aus der Unterfamilie der eigentlichen Papageien, Tribus Neuweltpapageien.

## Erstbeschreibung
Psittacus xanthops SPIX, 1824. Avium species novae, quas in itinere per Brasiliam annis MDCCCXVII - MDCCCXX jussu et auspiciis Maximiliani Josephi I Bavariae Regis suscepto collegit et descripsi. Monachii, Typis Francisci Seraph. Hübschmanni, Monachii: Vol. I, S. 1–90, 91 Tafeln. Beschrieben: Seite 39, Tafel 26. Typusexemplar stammt aus dem Inneren von Minas Gerais/Brasilien.

## Erscheinungsbild
Die kurzschwänzige, ca. 27 cm groß werdende Gelbbauchamazone bildet drei Farbmorphen aus. Die überwiegend grün gefärbten Tiere sind in der Population vorherrschend.
Die Art ist überwiegend grün gefärbt; gelber Kopf; Brust, Bauch und Körperseiten ebenfalls grün, manchmal mit vereinzelten orangefarbenen Federchen durchsetzt; äußere Schwanzfedern auf den Innenfahnen orangefarben; nackter Augenring weiß; Zügel nackt, fleischfarben; Schnabel hell hornfarben mit dunklen Flecken; Zehen grau, manchmal fleischfarben. Bei den Exemplaren der gelben Farbmorphe ist das Bauch- und Körperseitengefieder gelb, mit wenigen orangefarbenen Federchen durchsetzt. Der Anteil der Exemplare der gelben Farbmorphe liegt bei ca. 30 %. Die Individuen der orangegelben Farbmorphe besitzen ein intensiv orangefarbenes Bauch- und Körperseitengefieder. Der Anteil der Exemplare dieser Färbungsvariante ist in der Population gering.

## Verbreitung
Inneres des östlichen und südlichen Brasiliens von S-Piauí und S-Maranhão südlich bis W-Bahia, Minas Gerais und bis W-São Paulo und Regionen von Goiás und Mato Grosso. Sporadisch im mittleren N-Bolivien und im äußersten Norden von Paraguay. Im Pantanal auch nur sporadisch außerhalb der Brutzeit.

## Lebensraum
Der Lebensraum der Gelbbauchamazone beschränkt sich auf mit Mauritia-Palmen bestandene Dornbuschsavannen und Areale in Trockenwäldern und Trockenbuschland. Das Zentrum der Verbreitung sind die ariden und semiariden Regionen der Catinga und des Cerrado mit den Trockengaleriewäldern entlang der saisonalen Fluss- und Bachläufe. Auf Nahrungsflügen fallen die Papageien zeitweise in landwirtschaftliche Anbaugebiete ein. Das Lebensgebiet der Papageien beschränkt sich auf Regionen unter 300 m.

## Gefährdung und Status
Landnahme, das Entfernen und die Verwertung der Bäume zur Holzkohlegewinnung, die extensive Viehwirtschaft, verbunden mit dem Verbiss aller heranwachsenden Bäume und Sträucher, und die ständige Ausdehnung der Anbauflächen für Soja, Erdnüsse und forstliche Monokulturen engen den Lebensraum immer mehr ein. Die Dezimierung der Nahrungs- und Brutbäume ist ein sehr bedrohlicher Faktor für die Art. Jagd und Entnahme für den Heimtierhandel nehmen nur unbedeutend Einfluss auf den Bestand. Die IUCN stuft die Gelbbauchamazone als „gefährdet“ („near-threatened“) ein. Die Population umfasst ca. 10.000 Individuen.

## Lebensweise
Gelbbauchamazonen leben außerhalb der Brutzeit nomadisch. In den trockenheißen Regionen ihres Lebensraumes sind sie überwiegend in den Morgen- und frühen Abendstunden aktiv. Gruppen (Familienverbände) von bis zu 30, früher auch bis zu 45 Exemplaren versammeln sich an Nahrungsplätzen. Die ganzjährig zur Verfügung stehenden Früchte der Mauritia-Palme (Mauritia flexuosa) bilden wohl einen wesentlichen Anteil im Nahrungsspektrum. Gelbbauchamazonen wurden aber auch beim Fressen der Früchte und Samen von Anacardium spp, Salacia crassifolia und Astronium fraxinifolium beobachtet. An den Faziendas fressen sie Mango, Granatapfel und die unreifen Früchte der Guaven.
In der heißen Tageszeit ruhen sie an schattigen Plätzen in den Bäumen. Vermutlich wird auch eine größere Ansammlung von Papageien an den Übernachtungsplätzen zusammenkommen, jedoch ist hierüber nichts bekannt.

## Fortpflanzung
Im Cerrado fand man Nester in Baumhöhlen von Vochysia spp. und in Aushöhlungen von Termiten-Erdhügelnestern sowie in Löchern und Spalten von Felswänden. Angaben über das Fortpflanzungsverhalten und Brutzeiten im Freiland liegen nicht vor. Bei Nachzuchten in menschlicher Haltung wurden folgende Daten ermittelt: Das Gelege besteht aus ca. 3-4 Eiern, die im Abstand von 1½-2 Tagen gelegt werden. Die Brutzeit dauert ca. 26 Tage, wobei meistens erst nach Ablage des letzten Eis fest gebrütet wird. Das Weibchen bebrütet das Gelege alleine, wobei sich das Männchen in der Nähe der Bruthöhle aufhält. Das Schlupfgewicht (Embryonalentwicklung) der Jungen beträgt ca. 10-11 g. Während des Brütens und auch in Zeit der ersten beiden Lebenswochen der Jungen versorgt das Männchen das Weibchen mit Nahrung. Das Weibchen füttert in der Zeit auch die Nestlinge. Ab der dritten Lebenswoche der Jungen beteiligt sich das Männchen direkt an der Fütterung der Jungen und das bislang vom Männchen mit Nahrung versorgte Weibchen begibt sich wieder selbst auf Nahrungssuche. Nach einer Nestlingszeit von ca. 56 Tagen fliegen die Jungen voll befiedert aus. Ihr Gewicht beim Ausfliegen beträgt ca. 220 g. Beide Elternteile füttern weiterhin die Jungen, die im Laufe der Zeit immer eigenständiger selbst Nahrung aufnehmen. Gelbbauchamazonen erreichen mit einem Alter von drei Jahren die Geschlechtsreife.

## Systematik
Die Gelbbauchamazone wurde bislang der Gattung der Amazonenpapageien (Amazona) zugeordnet. Bereits 1920 hat Miranda-Ribeiro die Art jedoch der neuen Gattung Salvatoria zugeführt, allerdings wurde seine Neueinordnung verworfen. Die Auswertung mitochondrialer DNA-Sequenzdaten (Russello & Amato) 2004 bestätigten dann, dass die Art nicht der Gattung Amazona angehört. Caparroz und Duarte (2006) haben für die Gelbbauchamazone die neue Gattung Alipiopsitta vorgeschlagen (der von Miranda-Ribeiro bereits 1920 in die Wissenschaft eingeführte Gattungsname Salvatoria konnte nicht angewendet werden, da der Name bereits 1885 von McIntosh besetzt wurde). Arten der Gattungen Graydidascalus (Kurzschwanzpapageien) und Pionus (Rotsteißpapageien) stehen Alipiopsitta nahe. Alipiopsitta ist eine monotypische Gattung. Im deutschen Sprachraum wurde der neue Name „Ribeiropapagei“ für die Art vorgeschlagen.